# Giorgio Mainerio
Don Giorgio Mainerio (Parma, cerca de 1535 - Aquileia, 1582) foi um compositor italiano.
Foi cantor na catedral de Udine, no nordeste da Itália, até 1570, ano em que se mudou para a catedral de Aquileia, onde se tornou "maestro di cappella" oito anos depois.
A sua obra mais conhecida é o Primeiro livro de baile (Primo libro di balli) - uma das poucas colectâneas de peças de dança da música italiana da época.
Compôs ainda alguma música sacra.